# Messor himalayanus
Messor himalayanus es una especie de hormiga del género Messor, subfamilia Myrmicinae.

## Distribución
Esta especie se encuentra en India.